# Roni Size
Roni Size, pseudonimo di Ryan Owen Granville Williams (Bristol, 29 ottobre 1969), è un produttore discografico e disc jockey britannico.

## Biografia
Figlio di immigrati giamaicani, è cresciuto a Bristol. Dopo aver fatto parte di alcuni sound system locali, fonda la label Full Cycle Records con Krust, Suv e DJ Die. Nel 1997, insieme ad altri musicisti (Dynamite MC, Onallee e DJ Jrust) fonda i Reprazent, collettivo dub. Nel 1997 vince con il suo gruppo anche il Premio Mercury per New Forms. Collabora con Zack de la Rocha (Rage Against the Machine) in In the Mode (2000). Nel 2002 arriva il primo album realizzato completamente da solo. Segue nel 2005 un nuovo album da solista, mentre nel 2008 viene ripreso il percorso dei Reprazent con New Forms².

## Discografia
- New Forms (1997) con i Reprazent
- Ultra-Obscene (1999) con Breakbeat Era
- In the Mode (2000) con i Reprazent
- Touching Down (2002)
- Return to V (2004)
- New Forms² (2008) con i Reprazent
- Take Kontrol (2014)